# Минелли, Северино
Северино Минелли (фр. Severino Minelli; 6 сентября 1909, Кюснахт — 23 сентября 1994) — швейцарский футболист, защитник, выступал за сборную Швейцарии. Считался одним из лучших защитников мирового футбола 1930-х годов. По опросу МФФИИС занимает 96 место среди лучших футболистов Европы XX века.
Северино Минелли, сын уроженцев Бергамо, родился 6 сентября 1909 года в Кюснахте, пригороде Цюриха, расположенном на правом берегу Цюрихского озера.

## Клубная карьера
Северино начал карьеру в пригороде города Кюснахта, играя в молодёжном составе одноимённой команды «Кюснахт». В 19-летнем возрасте Минелли переходит в «Серветт».
В 1930 году Минелли возвращается в Цюрих, где выступает за «Грассхоппер» на протяжении 13-ти лет. С «Грассхопперсом» Минелли выиграл 5 чемпионатов Швейцарии и 8 Кубков Швейцарии, а также дебютировал в национальной сборной страны. В главной команде Швейцарии Минелли провел 80 матчей, что долгое время было рекордом команды и участвовал в двух чемпионатах мира. В 1944 году Минелли перешёл в «Цюрих», где и закончил карьеру.
После завершения деятельности футболиста, Минелли работал в Швейцарской футбольной ассоциации, в частности, с 1949 по 1951 состоял в комиссии, отбирающей игроков для национальной команды, а в 1983 году был назван почётным членом ассоциации.
Умер Северино Минелли 23 сентября 1994 года в возрасте 85-ти лет.

## Достижения
- Чемпион Швейцарии: 1930, 1931, 1937, 1942, 1943
- Обладатель Кубка Швейцарии: 1932, 1934, 1937, 1938, 1940, 1941, 1942, 1943